# Reinhardtsdorf-Schöna
Reinhardtsdorf-Schöna est une commune de Saxe (Allemagne), située dans l'arrondissement de Suisse-Saxonne-Monts-Métallifères-de-l'Est, dans le district de Dresde.